# 一品天下駅
一品天下駅 (いっぴんてんかえき、中国語: 一品天下站）は中華人民共和国四川省成都市金牛区に位置する成都軌道交通2号線及び7号線の駅である。

## 沿革
- 2012年9月16日：2号線の駅として開業[1]。
- 2017年12月6日：7号線の開業により、乗換駅となる[2]。

## 駅名の由来
駅近くに位置する「一品天下美食街」より名付けられた。
この辺りは成都市でも有数のグルメ街として知られる。

## 隣の駅
成都軌道交通
■2号線
羊犀立交駅 - 一品天下駅 - 蜀漢路東駅
■7号線
金沙博物館駅 - 一品天下駅 - 茶店子駅